# Prix littéraires 2019
Liste des prix littéraires décernés au cours de l'année 2019 :

## Prix internationaux
- Prix Nobel de littérature : Peter Handke ( Autriche)[1]
- Prix Princesse des Asturies de littérature : Siri Hustvedt[2]
- Prix des cinq continents de la francophonie : Gilles Jobidon ( Canada) pour Le Tranquille affligé[3]
- Grand prix de littérature du Conseil nordique : Jonas Eika (Danemark) pour Efter Solen
- Grand prix littéraire d'Afrique noire : Prix non décerné
- Prix international Booker : Jokha Alharthi ( Oman) pour Corps célestes (Sayyidat al-Qamar)[4]
- Prix Cervantes : Joan Margarit i Consarnau ( Espagne)
- Prix littéraire international de Dublin : Emily Ruskovich ( États-Unis) pour Idaho
- Prix Senghor du premier roman francophone et francophile : Ester Mann et Lévon Minasian pour Le Fil des anges
- Prix Orange du Livre en Afrique : Djaïli Amadou Amal ( Cameroun) pour Munyal, les larmes de la patience

## Allemagne
- prix Heinrich-Böll : Juli Zeh
- Prix Georg-Büchner : Lukas Bärfuss
- Prix Kleist : Ilma Rakusa
- Prix Friedrich-Hölderlin (Bad Homburg) : Anke Stelling (de)

## Belgique
- Prix Marcel-Thiry : Livrés aux géographes de Jacques Vandenschrick
- Prix Victor Rossel : Trois incendies de Vinciane Moeschler
- Prix Filigranes : Où bat le cœur du monde de Philippe Hayat
- Prix d'honneur Filigranes : La Plus Précieuse des marchandises de Jean-Claude Grumberg

## Canada
- Grand prix du livre de Montréal : Carole David pour Comment nous sommes nés
- Prix Athanase-David : Hélène Dorion
- Prix Giller : Ian Williams pour Reproduction
- Prix littéraire Québec-France Marie-Claire-Blais : Catherine Gucher pour Transcolorado
- Prix littéraire France-Québec : Matthieu Simard pour Les Écrivements
- Prix du Gouverneur général : 
  - Catégorie « Romans et nouvelles de langue anglaise » : Joan Thomas pour Five Wives
  - Catégorie « Romans et nouvelles de langue française » : Céline Huyghebaert pour Le Drap blanc
  - Catégorie « Poésie de langue anglaise » : Gwen Benaway pour Holy Wild
  - Catégorie « Poésie de langue française » : Anne-Marie Desmeules pour Le Tendon et l'Os
  - Catégorie « Théâtre de langue anglaise » : Amanda Parris pour Other Side of the Game
  - Catégorie « Théâtre de langue française » : Mishka Lavigne pour Havre
  - Catégorie « Études et essais de langue anglaise » : Don Gillmor pour To the River: Losing My Brother
  - Catégorie « Études et essais de langue française » : Anne-Marie Voisard pour Le Droit du plus fort
- Prix Robert-Cliche : non décerné
- Grand prix du Salon du livre de Toronto : Jean Mohsen Fahmy pour La Sultane dévoilée

## Corée du Sud
- Prix Gongcho :
- Prix Jeong Ji-yong :
- Prix de littérature contemporaine (Hyundae Munhak) :
  - Catégorie « Poésie » :
  - Catégorie « Roman » :
  - Catégorie « Critique » :
- Prix Manhae :
- Prix Park Kyung-ni :
- Prix Yi Sang :

## Espagne
- Prix Cervantes : Joan Margarit i Consarnau
- Prix Nadal : Guillermo Martínez pour Los crímenes de Alicia
- Prix Planeta :  Javier Cercas pour Terra Alta, Manuel Vilas pour Alegría
- Prix national des lettres espagnoles : Bernardo Atxaga (1951-) (auteur en basque)
- Prix national de littérature narrative : Cristina Morales (es) (1985-), pour Lectura fácil
- Prix national de poésie :Pilar Pallarés (1957 -)
- Prix national de la jeune poésie : Xaime Martínez
- Prix national de l'essai :Xosé Manuel Núñez Seixas
- Prix national de littérature dramatique : Alberto Conejero López pour La geometría del trigo
- Prix national de littérature d'enfance et de jeunesse :  Raimon Portell pour Camins d'aigua
- Prix Adonáis de poésie : María Elena Higueruelo
- Prix Anagrama : Daniel Gamper (es)
- Prix Loewe : Aurora Luque (es), pour Gavieras[5]
- Prix de la nouvelle courte Casino Mieres :
- Prix d'honneur des lettres catalanes :  Marta Pessarrodona i Artigues (ca)[6]
- Prix national de littérature de la Generalitat de Catalogne : Maria Bohigas Sales (ca) et Jaume Cabré[7]
- Journée des lettres galiciennes : Antón Fraguas (gl)
- Prix de la critique Serra d'Or de littérature et essai[8] :
  - Catégorie « Roman » : Melcior Comes pour Sobre la terra impura
  - Catégorie « Poésie » : Sebastià Alzamora pour La netedad
  - Catégorie « Récit » : Sergi Pàmies pour L"art de portar gavardina

## États-Unis
- National Book Awards : 
  - Catégorie « Fiction » : Trust Exercise de Susan Choi
  - Catégorie  « Littérature jeunesse » : 1919: The Year That Changed America de Martin W. Sandler
  - Catégorie « Poésie » : Sight Lines de Arthur Sze
  - Catégorie « Essai / Documents » : The Yellow House de Sarah M. Broom
  - Catégorie « Littérature traduite » : Baron Wenckheim's Homecoming de László Krasznahorkai traduit par Ottilie Mulzet
  - Medal of Distinguished Contribution to American Letters : Edmund White[9]
- Prix Hugo : 
  - Prix Hugo du meilleur roman : Vers les étoiles (The Calculating Stars) par Mary Robinette Kowal
  - Prix Hugo du meilleur roman court : Schémas artificiels (Artificial Condition) par Martha Wells
  - Prix Hugo de la meilleure nouvelle longue : If at First You Don’t Succeed, Try, Try Again par Zen Cho (en)
  - Prix Hugo de la meilleure nouvelle courte : Guide sorcier de l'évasion : Atlas pratique des contrées réelles et imaginaires (A Witch’s Guide to Escape: A Practical Compendium of Portal Fantasies) par Alix E. Harrow
  - Prix Hugo de la meilleure série littéraire : Les Voyageurs (Wayfarers) par Becky Chambers
- Prix Locus :
  - Prix Locus du meilleur roman de science-fiction : Vers les étoiles (The Calculating Stars) par Mary Robinette Kowal
  - Prix Locus du meilleur roman de fantasy : La Fileuse d'argent (Spinning Silver) par Naomi Novik
  - Prix Locus du meilleur roman d'horreur: La Cabane aux confins du monde (The Cabin at the End of the World) par Paul G. Tremblay
  - Prix Locus du meilleur roman pour jeunes adultes : Dread Nation par Justina Ireland
  - Prix Locus du meilleur premier roman : La Piste des éclairs (Trail of Lightning) par Rebecca Roanhorse
  - Prix Locus du meilleur roman court : Schémas artificiels (Artificial Condition) par Martha Wells
  - Prix Locus de la meilleure nouvelle longue : The Only Harmless Great Thing par Brooke Bolander (en)
  - Prix Locus de la meilleure nouvelle courte : The Secret Lives of the Nine Negro Teeth of George Washington par P. Djèlí Clark
  - Prix Locus du meilleur recueil de nouvelles : Lumières noires (How Long ’til Black Future Month?) par N. K. Jemisin
- Prix Nebula :
  - Prix Nebula du meilleur roman : A Song for a New Day par Sarah Pinsker
  - Prix Nebula du meilleur roman court : Les Oiseaux du temps (This Is How You Lose the Time War) par Amal El-Mohtar et Max Gladstone
  - Prix Nebula de la meilleure nouvelle longue : Carpe Glitter par Cat Rambo (en)
  - Prix Nebula de la meilleure nouvelle courte : Give the Family My Love par A. T. Greenblatt
  - Prix Nebula du meilleur scénario pour un jeu : The Outer Worlds par  Leonard Boyarsky, Kate Dollarhyde, Paul Kirsch, Chris L'Etoile, Daniel McPhee, Carrie Patel, Nitai Poddar, Marc Soskin et Megan Starks
- Prix Pulitzer :
  - Catégorie « Fiction » : Richard Powers pour The Overstory (L'Arbre-monde)
  - Catégorie « Biographie et Autobiographie » : Jeffrey C. Stewart pour The New Negro: The Life of Alain Locke
  - Catégorie « Essai » : Eliza Griswold pour Amity and Prosperity: One Family and the Fracturing of America
  - Catégorie « Histoire » : David W. Blight pour Frederick Douglass: Prophet of Freedom
  - Catégorie « Poésie » : Forrest Gander pour Be With
  - Catégorie « Théâtre » : Jackie Sibblies Drury pour Fairview
- Prix Agatha : 
  - Catégorie « Meilleur roman » :
  - Catégorie « Meilleure nouvelle » :

## Finlande
- Prix Jarl-Hellemann : Kristiina Rikman, trad. de Je m'appelle Lucy Barton d'Elizabeth Strout

## France
- Prix Femina : Par les routes de Sylvain Prudhomme
  - Prix Femina étranger : Ordesa de Manuel Vilas
  - Prix spécial du Femina étranger à Edna O'Brien pour l'ensemble de son œuvre
  - Prix Femina essai : Giono furioso d'Emmanuelle Lambert
  - Mention spéciale à La Fabrique du crétin digital de Michel Desmurget
  - Prix Femina des lycéens : La Chaleur de Victor Jestin
- Prix Goncourt : Tous les hommes n'habitent pas le monde de la même façon de Jean-Paul Dubois
  - Prix Goncourt du premier roman : Court vêtue de Marie Gauthier
  - Prix Goncourt des lycéens : Les Choses humaines de Karine Tuil
  - Prix Goncourt de la nouvelle : Nous sommes à la lisière de Caroline Lamarche
  - Prix Goncourt de la poésie : Yvon Le Men
  - Prix Goncourt de la biographie : Manifeste incertain, volume 7 : Emily Dickinson, Marina Tsvetaïeva, l'immense poésie de Frédéric Pajak
  - Liste Goncourt : le choix polonais : Mur Méditerranée de Louis-Philippe Dalembert
- Prix Interallié : Les Choses humaines de Karine Tuil
- Prix Médicis : La Tentation de Luc Lang
  - Prix Médicis étranger : Miss Islande d'Auður Ava Ólafsdóttir
  - Prix Médicis essai : J'ai oublié de Bulle Ogier et Anne Diatkine
- Prix Renaudot : La Panthère des neiges de Sylvain Tesson
  - Prix Renaudot essai : (Très) cher cinéma français d'Éric Neuhoff
  - Prix Renaudot du livre de poche : Une vieille histoire. Nouvelle version de Jonathan Littell
  - Prix Renaudot des lycéens : Le Bal des folles de Victoria Mas
- Grand prix du roman de l'Académie française : Civilizations de Laurent Binet
- Grand prix de la francophonie : Petr Král et Abdeljalil Lahjomri
- Prix Alexandre-Vialatte : Le Voyage du canapé-lit de Pierre Jourde
- Prix Amerigo-Vespucci : Sur la route du Danube de Emmanuel Ruben
  - Prix Amérigo-Vespucci Jeunesse : La ville quoi de neuf ? de Didier Cornille
  -  Prix Amérigo-Vespucci de la BD géographique :  Malaterre de Pierre-Henry Gomont
- Prix Anaïs-Nin : Eugenia de Lionel Duroy[10]
- Prix André-Malraux, catégorie roman engagé : Je ne reverrai plus le monde de Ahmet Altan[11]
- Prix André-Malraux, catégorie essai sur l'art : Visions de Goya, L’éclat dans le désastre de Stéphane Lambert[12]
- Prix Décembre : Les Grands Cerfs de Claudie Hunzinger
- Prix des Deux Magots : Le Temps de s'en apercevoir d'Emmanuel de Waresquiel
- Prix de Flore : Rhapsodie des oubliés de Sofia Aouine
- Prix Fénéon : Une longue nuit mexicaine d'Isabelle Mayault
- Prix France Culture-Télérama (Prix du roman des étudiants France Culture-Télérama) : La Maison d'Emma Becker
- Prix Landerneau des lecteurs : Par les routes de Sylvain Prudhomme
- Prix du Livre Inter : Arcadie d'Emmanuelle Bayamack-Tam
- Prix de la BnF : Virginie Despentes
- Prix Boccace
- Prix Jean-Monnet de littérature européenne du département de la Charente
- Grand prix Jean-Giono : La Part du fils de Jean-Luc Coatalem
- Prix Jean-Freustié : L'Eau qui passe de Franck Maubert
- Prix Joseph-Kessel : Le Fil de nos vies brisées de Cécile Hennion
- Prix de la langue française : Mur Méditerranée de Louis-Philippe Dalembert
- Prix du Quai des Orfèvres : Le Cercle des impunis de Paul Merault
- Prix des Libraires : Né d'aucune femme de Franck Bouysse
- Prix du roman Fnac : De pierre et d'os de Bérengère Cournut
- Prix Première Plume : Le Bal des folles, de Victoria Mas[13]
- Prix du roman populiste : À la ligne de Joseph Ponthus
- Grand prix RTL-Lire : À la ligne de Joseph Ponthus
- Prix France Télévisions, catégorie roman : Dérangé que je suis d'Ali Zamir
- Prix France Télévisions, catégorie essai : Dans le faisceau des vivants de Valérie Zenatti
- Prix littéraire du Monde : Une bête au paradis de Cécile Coulon
- Grand prix des lectrices de Elle : 
  - Grand Prix du roman : La Vraie Vie d'Adeline Dieudonné (Belgique) et Le chant des revenants de Jesmyn Ward (USA)
  - Grand Prix du polar : Né d'aucune femme de Franck Bouysse
  - Grand Prix du document : L'empreinte de Alex Marzano-Lesnevich (USA)
  - Grand Prix des lycéennes de Elle : Adeline Dieudonné (Belgique) pour La Vraie Vie
- Grand Prix Roman de l'été Femme actuelle :
  - Grand Prix : Au bout de la nuit de Bruno Bouzounie
  - Coup de cœur de Gilles Legardinier : A nous l'éternité de Jean-Luc Malbrunot
  - Coup de cœur des lectrices : Ainsi meurent les étoiles de Marie Battinger
  - Prix feel good : Quand la pâtisserie s'en mêle de Marylin Masson
- Grand prix de l'Imaginaire :
  - Grand prix de l'Imaginaire « Roman francophone » : Le Cycle de Syffe (tome 1 et 2) de Patrick K. Dewdney
  - Grand prix de l'Imaginaire « Roman étranger» : Underground Airlines par Ben H. Winters
  - Grand prix de l'Imaginaire « Nouvelle francophone » : La Déferlante des mères par Luc Dagenais
  - Grand prix de l'Imaginaire « Nouvelle étrangère » : Voyage avec l’extraterrestre par Carolyn Ives Gilman
  - Grand prix de l'Imaginaire « Roman jeunesse francophone » : Roslend (tomes 1 à 3) par Nathalie Somers
  - Grand prix de l'Imaginaire « Roman jeunesse étranger » : Diego et les Rangers du Vastlantique par Armand Baltazar
  - Prix Jacques-Chambon de la traduction : Jacques Collin pour Anatèm (tomes 1 et 2) par Neal Stephenson
  - Prix Wojtek Siudmal du graphisme : Nicolas Fructus pour La Quête onirique de Vellitt Boe par Kij Johnson
- Prix du premier roman français : On ne meurt pas d'amour de Géraldine Dalban-Moreynas
- Prix du premier roman étranger : Les Patriotes de Sana Krasikov
- Prix de l'Académie française Maurice-Genevoix : Une vie de soleil et l'ensemble de son œuvre de Jean-Marie Planes[14]
- Prix Maurice-Genevoix :
- Prix François-Mauriac de l'Académie française : Là-bas, août est un mois d'automne de Bruno Pellegrino
- Prix François-Mauriac de la région Aquitaine : La diplomatie n'est pas un dîner de gala - Mémoires d'un ambassadeur de Claude Martin[15]
- Grand Prix de l’œuvre de la SGDL : Jean-Claude Grumberg[16]
- Prix Rosny aîné « Roman » : Les Nuages de Magellan de Estelle Faye
- Prix Rosny aîné « Nouvelle » : Ne signe pas ça, Chloé ! de Stéphane Croenne
- Prix Russophonie : Christine Zeytounian-Beloüs pour sa traduction de L’Imparfait du temps passé de Gricha Brouskine
- Prix Wepler : Les Échappées de Lucie Taïeb
- Feuille d'or de la ville de Nancy : Une histoire de France de Joffrine Donnadieu
- Grand prix de la ville d'Angoulême : Rumiko Takahashi
- Fauve d'or : prix du meilleur album : Moi, ce que j'aime, c'est les monstres d'Emil Ferris
- Prix littéraire des grandes écoles : Magma Tunis de Aymen Gharbi
- Prix mondial Cino-Del-Duca : Kamel Daoud, pour l'ensemble de son œuvre
- Prix Maya : (première récompense littéraire animaliste de France) :
  - Les Paupières des poissons de Sébastien Moro et Fanny Vaucher dans la catégorie Bande-Dessinée
  - Défaite des maîtres et possesseurs de Vincent Message dans la catégorie Roman
- Prix Marguerite-Yourcenar : Pascal Quignard pour l'ensemble de son œuvre
- Prix Heredia : Denis Rigal pour La Joie peut-être
- Prix Stanislas du premier roman : Victoria Mas pour Le bal des folles
- Prix Orange du Livre : Jean-Baptiste Maudet pour Matador yankee

## Italie
- Prix Strega : Antonio Scurati, M. Il figlio del secolo
  - Prix Strega européen : David Diop, Fratelli d'anima, traduit par Giovanni Bogliolo (it)
- Prix Bagutta : Resto qui de Marco Balzano
  - Prix Bagutta de la première œuvre : Le nostre ore contate de Marco Amerighi
- Prix Bancarella : Il ladro gentiluomo  de Alessia Gazzola
- Prix Brancati :
  - Fiction :
  - Poésie :
  - Jeunes :
- Prix Campiello : Andrea Tarabbia (it) pour Madrigale senza suono[17]
  - Prix Campiello de la première œuvre : Marco Lupo pour Hamburg
  - Prix de la Fondation Campiello : Isabella Bossi Fedrigotti
  - Prix Campiello Giovani : Matteo Porru pour Talismani
- Prix Malaparte : Colm Tóibín[18].
- Prix Napoli [19] : 
  - Fiction : Andrea Pomella (it) pour L'uomo che trema (Einaudi)
  - Poésie : Nanni Cagnone pour Le cose innegabili (Avagliano)
  - Essai : Gian Piero Piretto pour Quando c’era l'URSS (Raffaello Cortina Editore)
- Prix Stresa : Elena Loewenthal (it) pour Nessuno ritorna a Baghdad[20] (Bompiani)
- Prix Viareggio :
  - Roman : Emanuele Trevi, Sogni e favole, (Ponte alle Grazie)
  - Essai : Saverio Ricci (it), Tommaso Campanella (Salerno editrice)
  - Poésie : Renato Minore (it), O caro pensiero, (Aragno)
  - Première œuvre : Giovanna Cristina Vivinetto, Dolore minimo (Interlinea)
  - Prix spéciaux : Eugenio Scalfari,  Sabino Cassese, Marco Bellocchio, Riccardo Muti et Gino Paoli[21].
- Prix Scerbanenco : Piergiorgio Pulixi L'isola delle anime[22] (Rizzoli)
- Prix Raymond-Chandler : Jonathan Lethem
- Prix Pozzale Luigi Russo : 
  - Francesco Benigno (it), Terrore e terrorismo
  - Claudia Durastanti, La straniera
  - Evelina Santangelo (it), Da un altro mondo

## Japon
- Prix Akutagawa :

## Monaco
- Prix Prince Pierre de Monaco : Linda Lê * pour l'ensemble de son œuvre à l'occasion de la parution de Je ne répondrai plus jamais de rien[23].

## Royaume-Uni
- Prix Booker : Margaret Atwood pour The Testaments (Les Testaments) et Bernardine Evaristo pour Girl, Woman, Other (Fille, femme, autre)
- Prix James-Tait-Black :
  - Fiction : Lucy Ellmann pour Ducks, Newburyport (Les Lionnes)
  - Biographie : George Szirtes pour The Photographer at Sixteen
  - Théatre : Yasmin Joseph pour J'Ouvert
- Women's Prize for Fiction : Tayari Jones pour An American Marriage (Un mariage américain)

## Russie
- Prix Bolchaïa Kniga : Oleg Lekmanov (ru), Mikhaïl Sverdlov (ru) et Ilia Simanovski pour Venedikt Erofeïev: Postoronnii
- Prix Soljenitsyne : Evgueni Vodolazkine, « Pour la combinaison organique des traditions profondes de la prose spirituelle et psychologique russe avec une haute culture philologique ; pour un style d'écriture inspiré »

## Suisse
- - Choix Goncourt de la Suisse : Mur Méditerranée de Louis-Philippe Dalembert
- Prix Jan-Michalski de littérature : Zeruya Shalev (Israël) pour Douleur
- Prix Michel-Dentan :
- Prix du roman des Romands :
- Prix Schiller :
- Prix Ahmadou-Kourouma :